# Gentiana pannonica
Gentiana pannonica là một loài thực vật có hoa trong họ Long đởm. Loài này được Scop. mô tả khoa học đầu tiên năm 1771.